# Высокое (Ельнинский район)
Высо́кое   — деревня  в  Смоленской области России,  в Ельнинском районе. Население – 153 жителя (2007 год) .  Расположена в юго-восточной части области  в 24 км к юго-востоку от города Ельня, в 19 км восточнее автодороги  Р137 Сафоново — Рославль, в 7 км южнее автодороги Р96 Новоалександровский(А101)- Спас-Деменск — Ельня — Починок, на берегах реки Угра. В 13 км к северу от деревни железнодорожная станция Коробец на линии Смоленск  - Сухиничи. Входит в состав Мутищенского сельского поселения.

## История
В годы Великой Отечественной войны деревня была местом ожесточённых боёв и дважды была оккупирована гитлеровскими войсками. 1-й раз в июле 1941 года (освобождена в ходе Ельнинской операции), 2-й раз в октябре 1941 года (освобождена в ходе Ельнинско-Дорогобужской операции в 1943 году).  Была освобождена 68-й армией. До 2004 года деревня была центром Высоковского сельского округа.

## Экономика
Фермерские хозяйства, библиотека, церковь.